# Concerto pour alto (Penderecki)
Pour les articles homonymes, voir concerto pour alto (homonymie).
Le concerto pour alto et orchestre est une œuvre du compositeur polonais Krzysztof Penderecki écrite en 1983.
Il est dédié au violoniste Isaac Stern. La création en a été faite à Caracas (Venezuela) par l'altiste José Vazquez avec l'orchestre symphonique de Maracaibo sous la direction d'Eduardo Rahn le 21 juillet 1983.
Plusieurs transcriptions en ont été faites : pour orchestre de chambre (créé en 1985), pour violoncelle (créé en 1989), pour clarinette (créé en 1995).

## Structure
L'œuvre comprend sept mouvements :
- Lento
- Vivace
- Meno mosso
- Vivo
- Tempo I (Lento)
- Vivo
- Lento (Tempo 1)

La durée d'exécution est d'environ vingt minutes.